# Ronald Hoch
Ronald Hoch (* 27. Juni 1956) ist ein ehemaliger deutscher Fußballspieler, der 1980 für Chemie Böhlen in der DDR-Oberliga, der höchsten Spielklasse im DDR-Fußball, aktiv war.

## Sportliche Laufbahn
Obwohl Ronald Hoch bereits zu den Spielzeiten 1977/78 und 1978/79 als Spieler der Oberligamannschaft von Chemie Böhlen angekündigt wurde, bestritt er seine ersten Punktspiele für die 1. Mannschaft in der Saison 1979/80. Zu diesem Zeitpunkt war die Mannschaft in die DDR-Liga abgestiegen und kämpfte um den Wiederaufstieg. Hoch war als Abwehrspieler mit 16 Ligaspielen, einem Tor und Einsätzen in allen acht Oberliga-Aufstiegsspielen mit einem weiteren Tor daran beteiligt, dass das Vorhaben realisiert werden konnte. Für die Oberligasaison 1980/81 wurde Hoch wieder als Abwehrspieler nominiert, kam aber nur in einem Oberligaspiel für 66 Minuten zum Einsatz. Auch im folgenden DDR-Liga-Jahr 1981/82 bestritt er nur acht der 22 Punktspiele, wurde aber, nachdem Böhlen wieder die Aufstiegsrunde erreicht hatte, in sieben der acht Qualifikationsspiele eingesetzt und war mit einem Treffer am Wiederaufstieg beteiligt.
Hoch wechselte jedoch zur Saison 1982/83 zum DDR-Ligisten Chemie Markkleeberg. Nachdem er dort 17 der 22 Ligaspiele absolviert hatte, nahm er erneut einen Wechsel vor und schloss sich der BSG Robotron Sömmerda an, die ebenfalls in der DDR-Liga spielte. Ab 1983/84 wurde die DDR-Liga nur noch in zwei Staffeln ausgetragen, in denen jeweils 34 Punktspiele zu bestreiten waren. Hoch wurde in 32 Partien eingesetzt und kam zweimal zum Torerfolg. Anschließend stieg die Mannschaft in die Bezirksliga ab, wo sie zwei Spielzeiten um den Wiederaufstieg kämpfte, der erst 1987 gelang. Inzwischen war Hoch 31 Jahre alt und ging 1987/88 in seine letzte Saison als Leistungssportler. Er wurde als Mannschaftskapitän bestimmt, konnte aber nur noch 17 der 34 DDR-Liga-Spiele bestreiten. Nachdem er seinen Rücktritt erklärt hatte, konnte er auf eine Bilanz von einem Oberligaspiel (ohne Tor), 112 DDR-Liga-Spielen (drei Tore) und 15 Aufstiegsspielen (zwei Tore) verweisen.